# 台中桑寄生
台中桑寄生（学名：Loranthus kaoi），又稱高氏桑寄生、高氏桤寄生，为桑寄生科桑寄生属下的一个种。專門寄生在其他寄生植物身上。

## 扩展阅读
- 維基物種上的相關：台中桑寄生